# Ulota cervina
Ulota cervina là một loài rêu trong họ Orthotrichaceae. Loài này được Hoe & H.A. Crum mô tả khoa học đầu tiên năm 1971.